# Murat V.
Murat V. ( 21. rujna 1840. – 29. kolovoza 1904.), osmanski sultan.
Murat V. postaje sultan 30. svibnja 1876. godine poslije pobune koja svrgava njegovog strica Abdul Aziza.
Pod pritiskom upravljanja državom ovaj sultan jednostavno nije izdržao i psihički se slomio. Smijenjen je zbog mentalne nesposobnosti samo 3 mjeseca kasnije.
Naslijedio ga je brat Abdul Hamid II. 31. kolovoza 1876. godine. Ostatak života, sa zdravljem koje mu se sada kad je bio bez odgovornosti poboljšalo, on provodi mirno i umire prirodnom smrću. 
| Prethodnik Abdul Aziz | Vladar Osmanskog Carstva (1876.) | Nasljednik Abdul Hamid II. |